# صالیما
صالیما (به عربی: صاليما) یک منطقهٔ مسکونی در لبنان است که در شهرستان بعبدا واقع شده‌است.